# Сражение при Зальцбахе
Сражение при Зальбахе или Сражение при Засбахе — сражение, состоявшееся 27 июля 1675 года у города Засбах в ходе Голландской войны между французами и имперской армией под командованием Раймунда Монтекукколи. В этом сражении погиб прославленный французский полководец, командующий французской армией Анри Тюренн.

## Предыстория
После битвы при Туркхайме в январе 1674 года граф Монтекукколи во главе имперских войск покинул Эльзас и отправился на правый берег Рейна. Однако путь к Страсбургу ему перекрыла французская армия маршала Тюренна. Тогда имперская армия двинулась в направлении города Засбах, который находился на дороге от Оффенбурга в Раштатт. Чтобы заставить его отступить дальше, Тюренн неоднократно маневрировал, угрожая имперцам на их левом фланге и создавая им проблемы со снабжением.

## Битва
Некоторое время обе армии стояли друг против друга у реки Ренх. Французы вступили в несколько стычек и заняли деревни Ренхен, Вагхурст и Гамсхурст (ныне — части города Ахерн). Накануне генерал Капрара прибыл со своим корпусом в Оффенбург. Численность армии Монтекукколи составляла 30000 солдат, из которых, однако, половина была кавалеристами. Имперская армия начала движение вдоль ручья, чтобы занять выгодные для обороны заболоченные позиции.
Тюренн выставил против имперцев 25-тысячную армию. Артиллерия была приближена к краю оврага и размещена во втором ряду пехоты. С обеих сторон началась перестрелка. Атака французов на имперские позиции с ходу не удалась: имперцы укрылись за кирпичной кладбищенской оградой, которую окружал заполненный водой и грязью ров. Днем имперский обоз был отправлен в горы, и Тюренн подозревал, что Монтекукколи собирается отойти с приходом темноты. Он отправил разведчика наблюдать за движениями имперской армии. Тюренн собирался преследовать врага, но был во второй половине дня убит пушечным ядром, выпущенным с батареи, которой командовал маркграф Герман Баденский.

## Последствия
После получения известия о гибели Тюренна Монтекукколи решил вернуться на поле боя. Но вместо того, чтобы перейти в наступление, он в итоге предпочел удерживать позиции. Французы не имели инструкций, кто должен принять командование в случае гибели маршала, и генералы Вобрен и Лорже поссорились из-за того, как действовать дальше. Французы отошли в ночь с 29 на 30 июля в направлении Нойрида. Монтекукколи последовал за ними.